# Natalia Kills
Natalia Keery-Fisher, bedre kendt som Natalia Kills er en Pop/R&B-sangerinde fra Storbritannien.